# 松柏镇 (神农架林区)
松柏镇，是中华人民共和国湖北省神农架林区下辖的一个乡镇级行政单位。

## 行政区划
松柏镇下辖以下地区：
狮象坪社区、百花坪社区、松柏村、龙沟村、清泉村、堂房村、盘水村、八角庙村、红花朵村和麻湾村。